# Der Marinedolch
Der Marinedolch (russisch Кортик/ Kortik) ist ein russischer Jugendroman von Anatoli Rybakow aus dem Jahr 1948. Auf Deutsch erschien er erstmals 1953 im Verlag Neues Leben in Berlin in der Reihe "Spannend erzählt".

## Inhalt
Den Sommer des Jahres 1921 verbringt der Moskauer Junge Michail Poljatow bei den Großeltern auf dem Land. Zusammen mit seinem besten Freund Genka Petrow streift er durch die Gegend um das Dorf Rjewsk und träumt von heldenhaften Abenteuern im Kampf für die noch sehr junge Sowjetmacht und gegen die Weißgardisten. Im Mittelpunkt ihres Interesses steht der Marinesoldat Sergej Iwanowitsch, der bei Mischas Großeltern einquartiert ist. Er diente einst auf dem Panzerkreuzer „Kaiserin Maria“, der am 16. Oktober 1916 auf der Reede von Sewastopol in die Luft gesprengt wurde.
Das Buch beginnt damit, dass Mischa den Marinesoldaten dabei beobachtet, wie dieser etwas in der alten Hundehütte versteckt. Natürlich schaut der Junge nach und findet einen alten Marinedolch. Wenig später überfallen Banditen das Dorf. Sie suchen den Marinesoldaten, denn der Weißgardist Nikitski will den Dolch haben. Eine Abteilung der Eisenbahner umzingelt das Dorf und die Banditen fliehen. Den Dolch kann Nikitski nicht erbeuten.
Am Ende des Sommers muss Mischa zurück nach Moskau. Sein Freund Genka begleitet ihn, will er doch bei der Tante leben. Im Zug ist auch der Marinesoldat, der wieder zurück an die Front muss, um gegen die Weißen Truppen zu kämpfen. Bei einem längeren Aufenthalt an einer Bahnstation gehen die Jungen Pilze sammeln. Als sie Unterschlupf suchen, belauschen sie zufällig eine Unterhaltung. Mit den dort gewonnenen Informationen können sie die Soldaten im Zug vor einem neuerlichen Angriff Nikitskis warnen. Aus Dank übergibt ihnen Sergej Iwanowitsch den Dolch und erzählt ihnen dessen Geschichte.
Als er auf dem Kriegsschiff diente, war Nikitski Unterleutnant an Bord. Kurz vor der Explosion des Schiffes hatte er Nikitski beim Mord an dem Offizier Wladimir gesehen. Schon damals versuchte Nikitski, den Dolch zu bekommen. Bei der Prügelei der beiden konnte der Bandit aber nur die Scheide an sich bringen, während der Dolch bei Sergej Iwanowitsch verblieb. Der möchte, dass die Jungen den Dolch beschützen. Er warnt sie auch vor einem Kumpan Nikitskis, einem Mann namens Filin, der aus dem Dorf der Großeltern stammen soll.
In Moskau kümmern sich die Jungs und ihr Freund Slawa vor allem um die Schule, die Theatergruppe, den Beitritt bei den Jungen Pionieren und ihre Träume, Mitglied des Komsomol zu werden. Doch das Geheimnis des Dolches lässt sie nicht in Ruhe, zumal der Marinesoldat ihnen die Geheimschrift gezeigt hat, die auf der Erl des Dolches steht.
Einer der Nachbarn von Mischa in Moskau heißt Filin. Da dieser ein Schieber und Spekulant ist, vermuten die Jungs in ihm den geheimnisvollen Kumpan. Zusammen mit ihrem Schulfreund Slawa finden sie heraus, dass Filin Geschäfte mit einem alten Briefmarkenverkäufer macht. Und durch das Aushorchen von Filins Sohn Borka erfahren sie rasch, dass Filin tatsächlich aus Rjewsk stammt.
Bei der heimlichen Beobachtung des Briefmarkenhändlers entdecken sie eines Tages, dass dieser die Dolchscheide hat. Auch diese lässt sich öffnen und gibt eine Geheimschrift preis. Indem sie Borka mit Hilfe ihres neuen Freundes Korowin austricksen, können sie die Scheide erbeuten. Sie finden schnell heraus, wer der Konstrukteur von Dolch und Scheide war, ein Regimentswaffenmeister namens Terentjew, und dass dessen Nachkomme der auf der „Kaiserin Maria“ getötete Offizier Wladimir war.
Leider kommen sie nicht weiter. Erst als sie ihren Direktor mit ins Vertrauen ziehen, kann die Inschrift übersetzt werden. Sie weist den Weg zu Dokumenten, die in einer weiteren Konstruktion des Waffenmeisters Terentjew, einer besonderen Uhr, verborgen ist.
Sie finden heraus, dass die Mutter Terentjews noch in Moskau wohnt. Als sie vom Dachboden ihrer Freunde Ellen und Igor deren Haus beobachten, entdecken sie Nikitski, der sich dort unter dem Namen Nikolski einquartiert hat. Es stellt sich heraus, dass er der Schwager von Terentjew war. Er kann durch die Polizei verhaftet werden. In der Uhr findet sich dann ein Stapel Dokumente, der Ortsangaben zu versunkenen Schiffen, die Gold und Edelsteine transportierten, enthält. Diese sollen dem Ressort Schiffshebung der Sowjetregierung übergeben werden.
Die Handlungen der Helden sind vom Engagement für die junge Sowjetmacht geprägt. Trotzdem ist der Roman keine plakative Propaganda, sondern bleibt immer ein spannendes Abenteuer.

## Wichtige Personen
- Michail Poljakow, genannt Mischa – ein Moskauer Junge
- Gennadi Petrow, genannt Genka – sein bester Freund
- Slawa Eldarow – ein Klassenkamerad der beiden
- Korowin – ein Waisenjunge, der später ins Auffanglager geht
- Nikolai Sewostjanow, genannt Kolja – ein Komsomol-Funktionär, der die Jungen unterstützt
- Ellen und Igor Busch – Akrobaten
- Boris Filin, genannt Borka der Geizkragen – der Sohn des Schiebers Filin
- Sergej Iwanowitsch – der Marinesoldat
- Waleri Nikitski – ein Bandit und Weißgardist
- Filin – ein Schieber, Kumpan des Banditen Nikitski
- Wladimir Terentjew – ein ermordeter Marine-Ingenieur
- Polikarp Terentjew – Waffenmeister, Konstrukteur und Planer von Schiffshebungen
- Alexej Iwanitsch – der Schulleiter
- Maria Gawrilowna – die Mutter des Marine-Ingenieurs

## Verfilmungen
- Der geheimnisvolle Dolch (Кортик), 1954, Kinospielfilm, Regie: Wladimir Wengerow und Michail Schweizer
- Der Marinedolch (Кортик), 1973, Dreiteiliger Fernsehfilm, Regie: Nikolai Kalinin